# 20 janvier dans les chemins de fer
20 décembre 20 février
Chronologies thématiques
- Croisades
- Sports
- Disney

Cette page concerne les événements qui se sont déroulés un 20 janvier dans les chemins de fer.

## Événements

### XIXesiècle
- 1878 : en Espagne : mise en service des gares de Portbou, Colera, Llançà et de Vilajuïga.

### XXesiècle
- 1911 : en France, ouverture de la deuxième branche de la ligne B du Nord-Sud (aujourd'hui ligne 13 du métro de Paris), entre La Fourche et Porte de Clichy.

### XXIesiècle
- 2002 : en France, la 2CC2 3402 qui avait hiberné durant plusieurs années au dépôt de Montluçon a rejoint son dépôt d'origine à Chambéry.

## Naissances
- 1791 : Alexis Legrand, homme politique français, directeur général des ponts et chaussées et des mines, il trace les plans du premier réseau de chemin de fer français, connu sous le nom d'« étoile de Legrand » († 25 août 1848 ).